# Pereskia stenantha
Pereskia stenantha är en kaktusväxtart som beskrevs av Friedrich Ritter. Pereskia stenantha ingår i släktet trädkaktusar, och familjen kaktusväxter. Inga underarter finns listade i Catalogue of Life.